# Lonnie Walker IV
Lonnie Walker IV, né le 14 décembre 1998 à Reading en Pennsylvanie, est un joueur américain de basket-ball mesurant 1,92 m et évoluant au poste d'arrière voire d'ailier.

## Biographie

### Carrière junior

#### Au lycée
Lonnie Walker fréquente le lycée de Reading, en Pennsylvanie. Il fait ses débuts dans le basket-ball en première année et joue 27 matchs avec en moyenne huit points par match. L'année suivante, Walker marque en moyenne 16,9 points par match avec une saison plus courte en raison d’une blessure. En 29 matchs, en tant que junior (troisième année), il marque en moyenne 17,1 points par match.

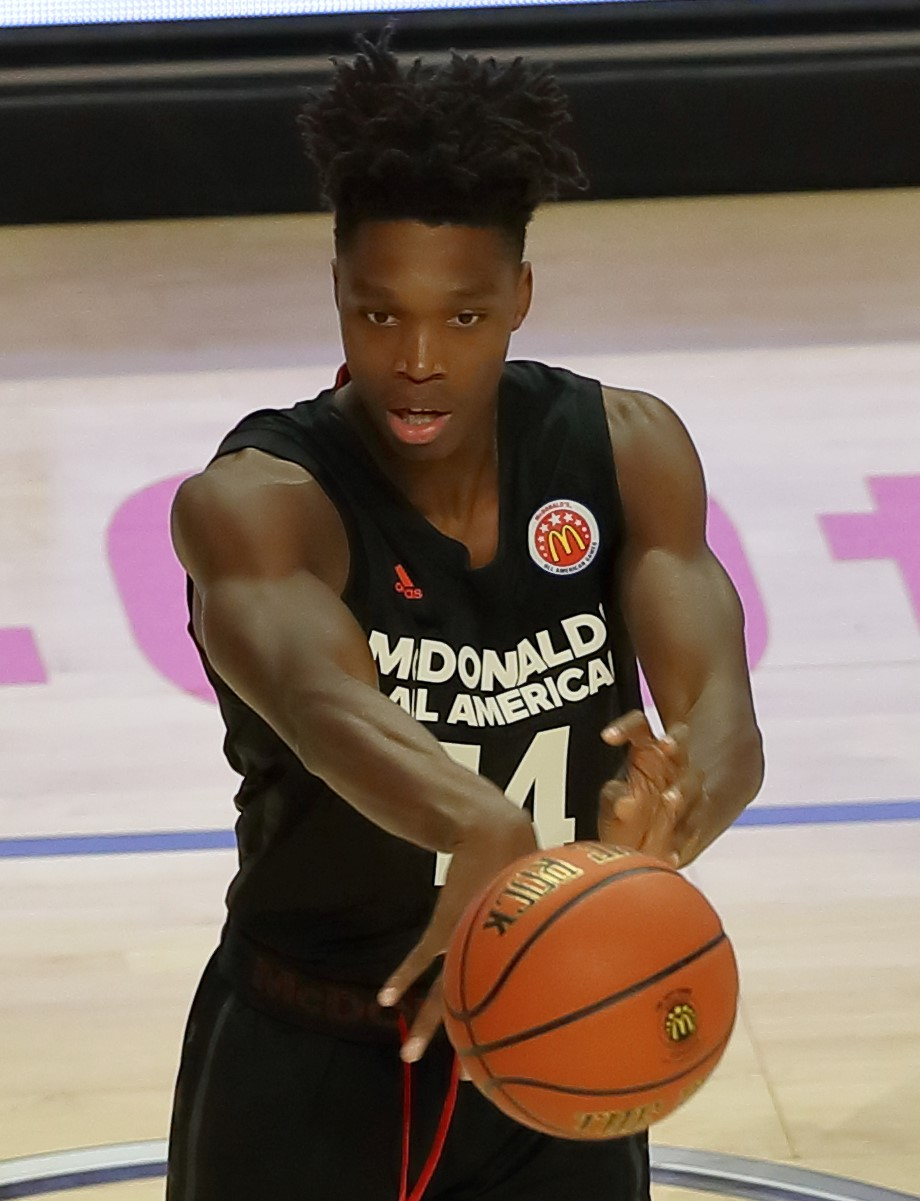
Walker en 2017 au McDonald's All-American Team

Au cours de sa dernière année, Walker est sélectionné dans la McDonald's All-American Team et est élu M. Pennsylvania Basketball,. Il marque en moyenne 18,4 points par match lors de sa carrière et surpasse le record de son lycée établi par Donyell Marshall en nombre de points en terminant avec 1828 points au total sur quatre ans. Le 25 mars 2017, Walker mène Reading à son premier titre de championnat d’État en 117 ans d’histoire avec une victoire 64 à 60 contre les Rams de Pine-Richland. Walker termine le match avec 22 points, huit rebonds, quatre interceptions et trois passes décisives.
Lonnie Walker signe avec l'université de Miami, refusant d’autres offres de bourses de Villanova, du Kentucky, de Syracuse et d’Arizona.

#### En université
Lonnie Walker fait ses débuts universitaires avec les Hurricanes de Miami le 10 novembre 2017, enregistrant 10 points et un record de la saison avec cinq passes décisives en sortant du banc lors d'une victoire 77 à 45 contre les Runnin' Bulldogs de Gardner-Webb. Il réalise de nouveaux records de 12 points et 5 rebonds le 2 décembre 2017 lors d'une victoire de 80 à 52 contre l'université de Princeton avant d'enregistrer des records de la saison de 26 points et 7 rebonds, trois jours plus tard, lors de sa première titularisation de la saison dans une victoire de 69 à 54 contre l'université de Boston. Contre les Cardinals de Louisville, il a marqué un maximum de 25 points, dont un lay-up acrobatique dans la défense pour forcer une prolongation. Dans un match contre les Eagles de Boston College, il marque un 3-points à deux secondes de la fin du match permettant à son équipe de gagner 79 à 78. Il termine la saison avec une moyenne de 11,5 points par match et est nommé dans l'équipe des joueurs de première année de l'ACC,.
Après sa seule saison avec Miami, Lonnie Walker se déclare candidat pour la draft de la NBA.

### Carrière professionnelle
Lonnie Walker IV est sélectionné en 18e position lors de la draft 2018 de la NBA par les Spurs de San Antonio.

#### Spurs de San Antonio (2018-2022)
Lonnie Walker participe à la NBA Summer League 2018 avec les Spurs. Le 11 juillet 2018, il signe son contrat rookie avec les Spurs. Le 6 octobre 2018, il a été révélé que Walker avait une déchirure du ménisque médian droit. Le 25 novembre 2018, les Spurs de San Antonio ont assigné Walker pour la première fois de la saison aux Spurs d’Austin, l'équipe de NBA Gatorade League affilié aux Spurs. Il a fait ses débuts en NBA le 3 janvier 2019 lors d'une victoire125 à 107 contre les Raptors de Toronto, marquant trois points et saisissant un rebond en cinq minutes de jeu. À l'issue de sa saison rookie, il n'a disputé que 17 matches NBA pour une moyenne de 2,6 points par match.
Il participe à la NBA Summer League 2019 avec les Spurs. Le 3 décembre 2019, Walker a marqué un record en carrière de 28 points, dont 19 au 4e quart, dans une victoire de 135 à 133 en prolongation face aux Rockets de Houston avec quatre rebonds, trois interceptions et un contre.
Durant les saisons 2020-2021 et 2021-2022, il devient un joueur important dans le roster des Spurs, en particulier en tant que joueur en sortie de banc. Lors de sa dernière saison avec les Spurs, il est un joueur efficace tournant en 12 points, 2 rebonds et 2 passes décisives de moyenne en sortie de banc mais il n'a pas eu l'explosion statistique que la franchise texane attendait de lui malgré le fait que Manu Ginobili l'ait pris sous son aile.

#### Lakers de Los Angeles (2022-2023)
Agent libre à l'été 2022, il signe un contrat de 6,5 millions de dollars pour une saison avec les Lakers de Los Angeles. Il a commencé la saison 2022-2023 en étant titulaire lors des 32 premiers matchs, avant d’être mis de côté à partir de la fin décembre en raison d'une tendinite du genou. À l’époque, il tournait en moyenne à 14,7 points en 29,8 minutes par match et tirait à 45,5 % dans la raquette et 38,9 % à 3 points. Il était le meilleur marqueur des Lakers après le Big Three, LeBron James, Anthony Davis et Russell Westbrook. Walker est revenu après avoir manqué 14 matchs, mais son temps de jeu a été limité avec l'explosion d’Austin Reaves et surtout après que les Lakers ont acquis D’Angelo Russell, Malik Beasley, Jarred Vanderbilt et Rui Hachimura avant la date limite des échanges. Après avoir joué un peu en-deçà de 28 minutes par match au cours des huit premiers matchs des playoffs 2023, Walker est revenu dans la rotation et a marqué 12 points en 25 minutes lors de la victoire 127 à 97 contre les Warriors de Golden State, donnant aux Lakers une avance de 2–1 en demi-finale de conférence. Au quatrième match de la série, il a marqué ses 15 points au quatrième quart permettant aux Lakers de remonter un déficit de sept points et de gagner 104 à 101.

#### Nets de Brooklyn (2023-2024)
En juillet 2023, Walker s'engage avec les Nets de Brooklyn pour un an.

#### Žalgiris Kaunas (octobre 2024 - février 2025)
En octobre 2024, Walker rejoint le Žalgiris Kaunas, club lituanien qui participe à l'Euroligue.
Le 22 novembre 2024, il inscrit 24 points contre le Panathinaïkos lors d'une victoire 84-77 en Euroligue.

#### 76ers de Philadelphie (2025)
Le 18 février 2025, Walker signe un contrat avec effet immédiat envers les 76ers de Philadelphie, pour 2 ans et 3,7 millions de dollars,, marquant un retour dans sa région natale (la Pennsylvanie) après un passage en Europe.
À l’inter-saison 2025, les Sixers n’activent pas l’option d’équipe sur la deuxième année de contrat de Walker, le laissant libre.

#### Maccabi Tel Aviv (depuis 2025)
En juillet 2025, Lonnie Walker rejoint le Maccabi Tel Aviv, club israélien participant à l'Euroligue 2025-2026.

## Clubs successifs
- 2017-2018 :  Hurricanes de Miami (NCAA)
- 2018-2022 :  Spurs de San Antonio (NBA)
  - 2018-2019 :  Spurs d’Austin (G-League)
- 2022-2023 :  Lakers de Los Angeles (NBA)
- 2023-2024 :  Nets de Brooklyn (NBA)
- 2024-2025 :  Žalgiris Kaunas (Euroligue)
- 2025 :  76ers de Philadelphie (NBA)
- depuis 2025 :  Maccabi Tel Aviv

## Statistiques
Les statistiques de Lonnie Walker IV sont les suivantes :

### Universitaires
| Saison    | Équipe   | Matchs | Titul. | Min./m | % Tir | % 3pts | % LF | Rbds/m. | Pass/m. | Int/m. | Ctr/m. | Pts/m. |
| --------- | -------- | ------ | ------ | ------ | ----- | ------ | ---- | ------- | ------- | ------ | ------ | ------ |
| 2017-2018 | Miami    | 32     | 18     | 27,8   | 41,5  | 34,6   | 73,8 | 2,60    | 1,90    | 0,90   | 0,50   | 11,50  |
| Carrière  | Carrière | 32     | 18     | 27,8   | 41,5  | 34,6   | 73,8 | 2,60    | 1,90    | 0,90   | 0,50   | 11,50  |

### Professionnelles

#### Saison régulière
| Saison    | Équipe          | Matchs | Titul. | Min./m | % Tir | % 3pts | % LF | Rbds/m. | Pass/m. | Int/m. | Ctr/m. | Pts/m. |
| --------- | --------------- | ------ | ------ | ------ | ----- | ------ | ---- | ------- | ------- | ------ | ------ | ------ |
| 2018-2019 | San Antonio     | 17     | 0      | 6.9    | 34.8  | 38.5   | 80.0 | 1.0     | 0.5     | 0.4    | 0.2    | 2.6    |
| 2019-2020 | San Antonio     | 61     | 12     | 16.2   | 42.6  | 40.6   | 72.1 | 2.3     | 1.1     | 0.5    | 0.2    | 6.4    |
| 2020-2021 | San Antonio     | 60     | 38     | 25.4   | 42.0  | 35.5   | 81.4 | 2.6     | 1.7     | 0.5    | 0.3    | 11.2   |
| 2021-2022 | San Antonio     | 70     | 6      | 23.0   | 40.7  | 31.4   | 78.4 | 2.6     | 2.2     | 0.6    | 0.3    | 12.1   |
| 2022-2023 | L.A. Lakers     | 56     | 32     | 23.2   | 44.8  | 36.5   | 85.8 | 1.9     | 1.1     | 0.5    | 0.3    | 11.7   |
| 2023-2024 | Brooklyn        | 58     | 0      | 17.4   | 42.3  | 38.4   | 76.3 | 2.2     | 1.3     | 0.6    | 0.3    | 9.7    |
| 2024-2025 | Žalgiris Kaunas | 10     | -      | 17.5   | 53.1  | 54.0   | 71.4 | 2.5     | 1.8     | 0.4    | 0.5    | 12.8   |
| Carrière  | Carrière        | 322    | 88     | 20.3   | 42.2  | 35.6   | 79.5 | 2.3     | 1.5     | 0.5    | 0.3    | 9.8    |

#### Play-In
| Saison   | Équipe      | Matchs | Titul. | Min./m | % Tir | % 3pts | % LF  | Rbds/m. | Pass/m. | Int/m. | Ctr/m. | Pts/m. |
| -------- | ----------- | ------ | ------ | ------ | ----- | ------ | ----- | ------- | ------- | ------ | ------ | ------ |
| 2021     | San Antonio | 1      | 1      | 17,3   | 25,0  | 0,0    | 100,0 | 5,00    | 1,00    | 1,00   | 1,00   | 8,00   |
| 2022     | San Antonio | 1      | 0      | 16,5   | 55,6  | 50,0   | 0,0   | 1,00    | 0,00    | 0,00   | 0,00   | 12,00  |
| Carrière | Carrière    | 2      | 1      | 16,9   | 41,2  | 28,6   | 100,0 | 3,00    | 0,50    | 0,50   | 0,50   | 10,00  |

#### Playoffs
| Saison   | Équipe      | Matchs | Titul. | Min./m | % Tir | % 3pts | % LF | Rbds/m. | Pass/m. | Int/m. | Ctr/m. | Pts/m. |
| -------- | ----------- | ------ | ------ | ------ | ----- | ------ | ---- | ------- | ------- | ------ | ------ | ------ |
| 2019     | San Antonio | 6      | 0      | 3,5    | 37,5  | 00,0   | 0,0  | 0,30    | 0,50    | 0,00   | 0,00   | 1,00   |
| 2023     | L.A. Lakers | 13     | 0      | 13,8   | 48,3  | 38,2   | 75,0 | 0,90    | 0,80    | 0,50   | 0,10   | 6,20   |
| Carrière | Carrière    | 19     | 0      | 10,5   | 47,1  | 37,1   | 75,0 | 0,70    | 0,70    | 0,40   | 0,10   | 1,00   |

## Records sur une rencontre en NBA
Les records personnels de Lonnie Walker IV en NBA sont les suivants, :
| Type de statistique        | Saison régulière | Saison régulière                | Saison régulière | Playoffs | Playoffs                   | Playoffs    |
| Type de statistique        | Record           | Adversaire                      | Date             | Record   | Adversaire                 | Date        |
| -------------------------- | ---------------- | ------------------------------- | ---------------- | -------- | -------------------------- | ----------- |
| Points                     | 31               | @ Bucks de Milwaukee            | 20 mars 2021     | 15       | @ Warriors de Golden State | 8 mai 2023  |
| Paniers marqués            | 13               | @ Bucks de Milwaukee            | 20 mars 2021     | 6        | @ Warriors de Golden State | 8 mai 2023  |
| Paniers tentés             | 21               | 3 fois                          | 3 fois           | 9        | @ Warriors de Golden State | 8 mai 2023  |
| Paniers à 3 points réussis | 6                | 3 fois                          | 3 fois           | 3        | Warriors de Golden State   | 12 mai 2023 |
| Paniers à 3 points tentés  | 14               | @ Pistons de Détroit            | 7 mars 2024      | 5        | 2 fois                     | 2 fois      |
| Lancers francs réussis     | 8                | 2 fois                          | 2 fois           | 3        | Nuggets de Denver          | 20 mai 2023 |
| Lancers francs tentés      | 11               | 2 fois                          | 2 fois           | 4        | 2 fois                     | 2 fois      |
| Rebonds offensifs          | 3                | 2 fois                          | 2 fois           | 1        | Nuggets de Denver          | 20 mai 2023 |
| Rebonds défensifs          | 10               | Jazz de l'Utah                  | 9 mars 2025      | 4        | Warriors de Golden State   | 6 mai 2023  |
| Rebonds totaux             | 11               | Jazz de l'Utah                  | 9 mars 2025      | 4        | Warriors de Golden State   | 6 mai 2023  |
| Passes décisives           | 7                | 2 fois                          | 2 fois           | 4        | @ Warriors de Golden State | 10 mai 2023 |
| Interceptions              | 4                | Suns de Phoenix                 | 31 janvier 2024  | 2        | 3 fois                     | 3 fois      |
| Contres                    | 3                | 2 fois                          | 2 fois           | 1        | Warriors de Golden State   | 6 mai 2023  |
| Balles perdues             | 5                | Rockets de Houston              | 11 août 2020     | 1        | 4 fois                     | 4 fois      |
| Minutes jouées             | 40               | Pelicans de La Nouvelle-Orléans | 2 novembre 2022  | 28       | @ Warriors de Golden State | 10 mai 2023 |

- Double-double : 1
- Triple-double : 0

Dernière mise à jour : 7 avril 2025